# Championnat d'Europe masculin de basket-ball des moins de 18 ans 2016
Navigation
Grèce 2015 2017
Le championnat d'Europe de basket-ball masculin des 18 ans et moins 2016 est la 33e édition du championnat d'Europe de basket-ball des 18 ans et moins. Seize équipes nationales participent à la compétition qui se déroule dans la ville de Samsun en Turquie du 16 au 22 décembre 2016.

## Format de la compétition
La compétition devait initialement se dérouler du 30 juillet au 7 août mais est repoussé « indéfiniment » en raison de la tentative de coup d'État en Turquie. En septembre, la FIBA Europe décide que le championnat se tiendra à Samsun du 16 au 22 décembre.

## Équipes participantes
- Allemagne
- Bosnie-Herzégovine
- Croatie
- Espagne
- Finlande
- France
- Grèce
- Israël
- Italie
- Lettonie
- Lituanie
- Russie
- Serbie
- Slovénie
- Suède
- Turquie

## Rencontres

### Premier tour

#### Groupe A
| Rang | Équipe  | Pts | J | G | P | Pp  | Pc  | Diff |  | Résultats (dom.\ext.) |   |       |       |       |
| ---- | ------- | --- | - | - | - | --- | --- | ---- |  | --------------------- | - | ----- | ----- | ----- |
| 1    | Italie  | 6   | 3 | 3 | 0 | 227 | 196 | 31   |  | Croatie               |   | 78-84 | 62-74 | 78-77 |
| 2    | Espagne | 5   | 3 | 2 | 1 | 194 | 178 | 16   |  | Italie                | - |       | 68-62 | 75-56 |
| 3    | Croatie | 4   | 3 | 1 | 2 | 218 | 235 | -17  |  | Espagne               | - | -     |       | 58-48 |
| 4    | Suède   | 3   | 3 | 0 | 3 | 181 | 211 | -30  |  | Suède                 | - | -     | -     |       |

#### Groupe B
| Rang | Équipe    | Pts | J | G | P | Pp  | Pc  | Diff |  | Résultats (dom.\ext.) |   |       |       |       |
| ---- | --------- | --- | - | - | - | --- | --- | ---- |  | --------------------- | - | ----- | ----- | ----- |
| 1    | Allemagne | 6   | 3 | 3 | 0 | 257 | 203 | 54   |  | Finlande              |   | 63-92 | 71-73 | 65-53 |
| 2    | Finlande  | 4   | 3 | 1 | 2 | 199 | 218 | -19  |  | Allemagne             | - |       | 85-70 | 80-70 |
| 3    | Grèce     | 4   | 3 | 1 | 2 | 221 | 238 | -17  |  | Grèce                 | - | -     |       | 78-82 |
| 4    | Turquie   | 4   | 3 | 1 | 2 | 205 | 223 | -18  |  | Turquie               | - | -     | -     |       |

#### Groupe C
| Rang | Équipe             | Pts | J | G | P | Pp  | Pc  | Diff |  | Résultats (dom.\ext.) |   |         |       |       |
| ---- | ------------------ | --- | - | - | - | --- | --- | ---- |  | --------------------- | - | ------- | ----- | ----- |
| 1    | Lituanie           | 5   | 3 | 2 | 1 | 226 | 217 | 9    |  | Bosnie-Herzégovine    |   | 103-102 | 65-74 | 79-70 |
| 2    | Bosnie-Herzégovine | 5   | 3 | 2 | 1 | 247 | 246 | 1    |  | Israël                | - |         | 70-71 | 88-94 |
| 3    | Lettonie           | 5   | 3 | 2 | 1 | 195 | 197 | -2   |  | Lettonie              | - | -       |       | 50-62 |
| 4    | Israël             | 3   | 3 | 0 | 3 | 260 | 268 | -8   |  | Lituanie              | - | -       | -     |       |

#### Groupe D
| Rang | Équipe   | Pts | J | G | P | Pp  | Pc  | Diff |  | Résultats (dom.\ext.) |   |       |       |       |
| ---- | -------- | --- | - | - | - | --- | --- | ---- |  | --------------------- | - | ----- | ----- | ----- |
| 1    | France   | 6   | 3 | 3 | 0 | 205 | 166 | 39   |  | France                |   | 53-48 | 81-50 | 71-68 |
| 2    | Russie   | 5   | 3 | 2 | 1 | 199 | 145 | 54   |  | Russie                | - |       | 70-43 | 81-49 |
| 3    | Serbie   | 4   | 3 | 1 | 2 | 179 | 201 | -22  |  | Serbie                | - | -     |       | 68-60 |
| 4    | Slovénie | 3   | 3 | 0 | 3 | 159 | 230 | -71  |  | Slovénie              | - | -     | -     |       |

## Quarts de finale
| 20 décembre 2016 14h00 |                                                           | Allemagne                | 78-74                                          | Espagne |  | Mustafa Dağıstanlı Arena, Samsun |
| 20 décembre 2016 14h00 | Score par quart-temps : 9-15, 29-18, 19-18, 21-23         |                          |                                                |         |  | Mustafa Dağıstanlı Arena, Samsun |
| 20 décembre 2016 14h00 | Oscar da Silva, 17 Isaiah Hartenstein, 13 Cinq joueurs, 5 | Points Rebonds Passes d. | Aleix Font, 23 Ignacio Rosa, 4 Pol Figueras, 8 |         |  | Mustafa Dağıstanlı Arena, Samsun |

| 20 décembre 2016 16h15 |                                                        | Lituanie                 | 82-81                                                       | Russie |  | Mustafa Dağıstanlı Arena, Samsun |
| 20 décembre 2016 16h15 | Score par quart-temps : 15-13, 23-19, 25-19, 19-30     |                          |                                                             |        |  | Mustafa Dağıstanlı Arena, Samsun |
| 20 décembre 2016 16h15 | Gytis Masiulis, 23 Gytis Masiulis, 13 Arnas Velička, 7 | Points Rebonds Passes d. | Grigory Motovilov, 27 Agasiy Tonoyan 8 Grigory Motovilov, 4 |        |  | Mustafa Dağıstanlı Arena, Samsun |

| 20 décembre 2016 18h30 |                                                            | Italie                   | 61-56                                                          | Finlande |  | Mustafa Dağıstanlı Arena, Samsun |
| 20 décembre 2016 18h30 | Score par quart-temps : 16-15, 11-12, 21-13, 13-16         |                          |                                                                |          |  | Mustafa Dağıstanlı Arena, Samsun |
| 20 décembre 2016 18h30 | Davide Moretti, 14 Alessandro Lever, 9 Tommaso Baldasso, 6 | Points Rebonds Passes d. | Edon Maxhuni, 20 Maxhuni, Hannes Polla, 7 Severi Kaukiainen, 4 |          |  | Mustafa Dağıstanlı Arena, Samsun |

| 20 décembre 2016 20h45 |                                                          | France                   | 75-61                                       | Bosnie-Herzégovine |  | Mustafa Dağıstanlı Arena, Samsun |
| 20 décembre 2016 20h45 | Score par quart-temps : 19-14, 14-15, 17-16, 25-16       |                          |                                             |                    |  | Mustafa Dağıstanlı Arena, Samsun |
| 20 décembre 2016 20h45 | Sekou Doumbouya, 19 Doumbouya, Mokoka, 11 Adam Mokoka, 5 | Points Rebonds Passes d. | Džanan Musa, 19 Amar Gegić, 9 Amar Gegić, 9 |                    |  | Mustafa Dağıstanlı Arena, Samsun |

## Demi-finales
| 21 décembre 2016 18h30 |                                                      | Allemagne                | 62-69                                                      | Lituanie |  | Mustafa Dağıstanlı Arena, Samsun |
| 21 décembre 2016 18h30 | Score par quart-temps : 16-19, 14-12, 15-20, 17-18   |                          |                                                            |          |  | Mustafa Dağıstanlı Arena, Samsun |
| 21 décembre 2016 18h30 | Kostja Mushidi, 33 Trois joueurs, 8 Trois joueurs, 3 | Points Rebonds Passes d. | Arnoldas Kulboka, 24 Kulboka, Masiulis, 9 Arnas Velička, 6 |          |  | Mustafa Dağıstanlı Arena, Samsun |

| 21 décembre 2016 20h45 |                                                          | Italie                   | 72-82                                                 | France |  | Mustafa Dağıstanlı Arena, Samsun |
| 21 décembre 2016 20h45 | Score par quart-temps : 19-18, 12-28, 17-10, 24-26       |                          |                                                       |        |  | Mustafa Dağıstanlı Arena, Samsun |
| 21 décembre 2016 20h45 | Alessandro Lever, 25 Tommaso Oxilia, 7 Davide Moretti, 9 | Points Rebonds Passes d. | Frank Ntilikina, 23 Adam Mokoka, 7 Frank Ntilikina, 9 |        |  | Mustafa Dağıstanlı Arena, Samsun |

## Match pour la troisième place
| 22 décembre 2016 18h30 |                                                                | Allemagne                | 68-74                                                   | Italie |  | Mustafa Dağıstanlı Arena, Samsun |
| 22 décembre 2016 18h30 | Score par quart-temps : 12-14, 17-22, 11-19, 28-19             |                          |                                                         |        |  | Mustafa Dağıstanlı Arena, Samsun |
| 22 décembre 2016 18h30 | Isaiah Hartenstein, 24 Isaiah Hartenstein, 7 Kostja Mushidi, 6 | Points Rebonds Passes d. | Alessandro Lever, 18 Tommaso Oxilia, 7 Lorenzo Penna, 6 |        |  | Mustafa Dağıstanlı Arena, Samsun |

## Finale
| 22 décembre 2016 20h45 |                                                             | Lituanie                 | 68-75                                                      | France |  | Mustafa Dağıstanlı Arena, Samsun |
| 22 décembre 2016 20h45 | Score par quart-temps : 12-20, 16-16, 22-17, 18-22          |                          |                                                            |        |  | Mustafa Dağıstanlı Arena, Samsun |
| 22 décembre 2016 20h45 | Arnoldas Kulboka, 28 Tadas Sedekerskis, 12 Arnas Velička, 8 | Points Rebonds Passes d. | Frank Ntilikina, 31 Bastien Vautier, 13 Frank Ntilikina, 3 |        |  | Mustafa Dağıstanlı Arena, Samsun |

## Vainqueur
| France 4e victoire |

## Classement final
| Place              | Équipes            |
| ------------------ | ------------------ |
| Médaille d'or      | France             |
| Médaille d'argent  | Lituanie           |
| Médaille de bronze | Italie             |
| 4                  | Allemagne          |
| 5                  | Espagne            |
| 6                  | Bosnie-Herzégovine |
| 7                  | Russie             |
| 8                  | Finlande           |
| 9                  | Grèce              |
| 10                 | Serbie             |
| 11                 | Slovénie           |
| 12                 | Turquie            |
| 13                 | Lettonie           |
| 14                 | Croatie            |
| 15                 | Israël             |
| 16                 | Suède              |

## Récompenses
Équipe type du championnat d'Europe 2016
- Davide Moretti
- Frank Ntilikina (MVP)
- Sekou Doumbouya
- Tadas Sedekerskis
- Isaiah Hartenstein

## Sources et références
1. ↑  (en) « FIBA U18 European Championship postponed indefinitely », FIBA Europe, 22 juillet 2016
2. ↑  (en) « FIBA U18 European Championship 2016 new dates confirmed », FIBA Europe, 30 septembre 2016
3. ↑  (en) « MVP Ntilikina headlines All-Star Five of FIBA U18 European Championship », FIBA.com, 22 décembre 2016 (consulté le 22 décembre 2016).